# Manoir de la Barrée
Le manoir de la Barrée est un manoir situé à Channay-sur-Lathan (Indre-et-Loire) et inscrit aux monuments historiques le 13 mars 1975.